# San Felipe de Jesús
San Felipe de Jesús là một đô thị thuộc bang Sonora, México. Năm 2005, dân số của đô thị này là 312 người.